# أمبروز إي. بي. ستيفنز
أمبروز إي. بي. ستيفنز (بالإنجليزية: Ambrose E. B. Stephens)‏ هو محامي وسياسي أمريكي، ولد في 3 يونيو 1862 في الولايات المتحدة، وتوفي في 12 فبراير 1927 في نورث بند في الولايات المتحدة. حزبياً، نشط في الحزب الجمهوري. وقد انتخب عضو مجلس النواب الأمريكي.